# Catoblepia guinensis
Catoblepia guinensis är en fjärilsart som beskrevs av Talbot 1932. Catoblepia guinensis ingår i släktet Catoblepia och familjen praktfjärilar. Inga underarter finns listade i Catalogue of Life.